# Área de Conservação da Paisagem dos Lagos Andsu
A Área de Conservação da Paisagem dos Lagos Andsu é um parque natural situado no condado de Võru, na Estónia.
A sua área é de 520 hectares.
A área protegida foi designada em 1962 para proteger os lagos Andsu e os seus arredores. Em 2019, a unidade de conservação foi reformulada como área de preservação paisagística.